# Campos Elísios

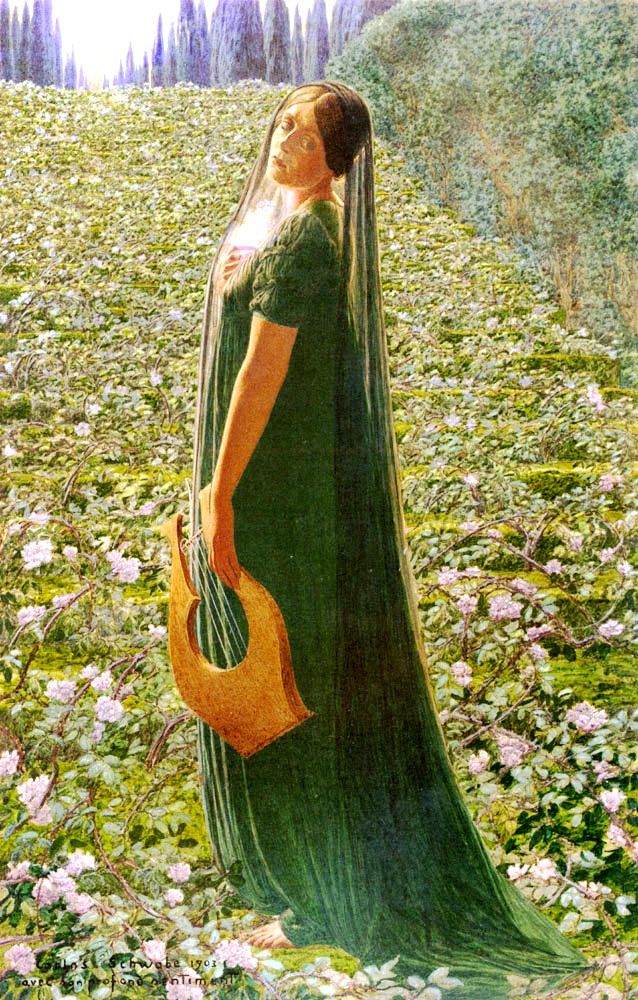
Campos Elísios, por Carlos Schwabe, 1903

Os Campos Elísios (em grego:  Ἠλύσιον πέδιον, transl.: Ēlýsion pédion) são o paraíso na mitologia grega, um lugar do mundo dos mortos governado por Hades, oposto ao Tártaro (lugar de eterno tormento e sofrimento). Nos Campos Elísios, os homens virtuosos repousavam dignamente após a morte, rodeados por paisagens verdes e floridas, dançando e se divertindo noite e dia, descrição semelhante ao céu dos cristãos e muçulmanos. Neste lugar, só entram as almas dos heróis, sacerdotes, poetas e deuses. As pessoas que residiam nos Campos Elísios tinham a oportunidade de regressar ao Mundo dos Vivos, coisa que só alguns conseguiam.
Apenas mortais relacionados aos deuses e outros heróis podiam ser admitidos além do rio Estige. Mais tarde, a concepção de quem poderia entrar foi expandida para incluir aqueles escolhidos pelos deuses, os justos e os heróicos. Permaneceriam nos Campos Elísios após a morte, para viver uma vida após a morte abençoada e feliz e se entregar a tudo o que haviam desfrutado na vida.
Em algumas versões, é cercado por um muro gigantesco, para separá-lo do Tártaro. Certas versões obsoletas colocam o juiz Radamanto como um dos "protetores" dos Campos Elísios, e um de seus servos seria Cronos (anteriormente o líder dos titãs e pai de Zeus), um titã maligno e cruel. Mesmo assim, Cronos nunca incomodou ninguém no paraíso.
Lá, também, havia um vale por onde corria o rio Lete, o rio do esquecimento. Segundo algumas versões, seus habitantes ficavam ali por 1 000 anos, até apagar-se tudo de terreno neles; depois disto, esqueciam de toda a sua vida (provavelmente bebendo do rio Lete) e reencarnavam ou realizavam metempsicose — reencarnar em animais.

## Etimologia
Elísio é um nome obscuro e misterioso, que pode ter evoluído de uma descrição de um lugar ou pessoa atingido por um raio, ἐνηλύσιον (enêlýsion).
Alguns estudiosos também sugeriram que o Elísio grego pode ter origem no termo egípcio ialu (anteriormente iaru), que significava "juncos", numa referência específica aos "campos de junco" (em egípcio sekhet iaru/ialu), uma terra paradisíaca de fartura onde os mortos esperavam passar a eternidade.

## Por Homero e Hesíodo
Os Campos Elísios descritos por Homero não seriam abaixo da Terra, no mundo dos mortos de Hades, mas sim na parte ocidental da Terra, perto do Oceano, sendo descrito como uma terra feliz, sem neve, sem frio, sem chuva e sempre com a presença da brisa refrescante de Zéfiro. Já em Hesíodo, os Campos Elísios seriam nas Ilhas dos Eleitos ou Ilhas Afortunadas, no Oceano Ocidental, que foi de onde surgiu a lenda da Ilha de Atlântida.